# فيل برايس (لاعب اتحاد الرغبي)
فيل برايس (بالإنجليزية: Phil Price)‏ هو لاعب اتحاد الرغبي بريطاني، ولد في 10 نوفمبر 1988 في بريدجند ‏ في المملكة المتحدة.